# Nymphaster arenatus
Nymphaster arenatus is een zeester uit de familie Goniasteridae.
De wetenschappelijke naam van de soort werd in 1881 gepubliceerd door Edmond Perrier.